# Карелов, Евгений Ефимович
Евге́ний Ефи́мович Каре́лов (12 октября 1931, Богородское, Московская область, РСФСР, СССР, ныне город Троицк в составе Москвы — 11 июля 1977, Пицунда, Гагрский район, Абхазская АССР, Грузинская ССР, СССР) — советский кинорежиссёр, сценарист. Заслуженный деятель искусств РСФСР (1974). Член КПСС с 1962 года.

## Биография
Евгений Карелов родился в селе Богородском Московской области. Вскоре семья переехала в Дрезну. Мать, Мария Андреевна, была учительницей русского языка и литературы. Отец, Ефим Трофимович, работал в школе истопником и садовником.
Карелов пытался получить специальность тренера, но после перевёлся на режиссуру. В 1955 окончил режиссёрский факультет ВГИКа (мастерская И. Пырьева и М. Чиаурели, по другим данным — Г. Александрова). Автор сюжетов киножурнала «Фитиль».
Снимал фильмы разных жанров: картины на героико-революционную тему, комедии и экранизации.
Без отрыва от работы на «Мосфильме» окончил педагогический институт, факультет физического воспитания. Был активным членом Федерации спортивного фильма.
Умер от сердечного приступа, купаясь в море. Похоронен в Подольске (Московская область) на городском кладбище «Красная горка» (3-й  участок).
4 ноября 2016 года в подмосковном Подольске были открыты бульвар и памятник в честь режиссёра Евгения Карелова.

## Личная жизнь
Евгений Карелов был женат, дочь Марина Карелова снялась в двух работах в кино — киножурнале «Фитиль» и фильме «На Гранатовых островах». Впоследствии вышла замуж, родила двоих сыновей, окончила МГПИИЯ имени Мориса Тореза и уже на протяжении многих лет является преподавательницей французского языка.

## Фильмография

### Режиссёрские работы
- 1955 — Дым в лесу
- 1960 — Яша Топорков
- 1960 — Пусть светит
- 1961 — Нахалёнок
- 1962 — Третий тайм
- 1964 — 1967 — Фитиль (№ 23, 26, 32, 55, 59)
- 1965 — Дети Дон Кихота
- 1968 — Служили два товарища
- 1968 — Семь стариков и одна девушка
- 1970 — Сохранившие огонь
- 1973 — 1974 — Высокое звание
- 1976 — Два капитана

### Автор сценария
- 1960 — Пусть светит
- 1964 — 1965 — Фитиль (№ 23, 26, 32)
- 1968 — Семь стариков и одна девушка
- 1973 — Высокое звание. Я — Шаповалов Т. П. (фильм 1)
- 1974 — Высокое звание. Ради жизни на земле (фильм 2)
- 1976 — Два капитана
- 1979 — Когда я король (документальный, о хоккейном судье Ю. В. Ульянове)

### Актёр
- 1968 — Служили два товарища (красноармеец у входа в штаб, в титрах не указан)[9]

## Награды и звания
- 1974 — Заслуженный деятель искусств РСФСР
- 1974 — Золотая медаль имени А. П. Довженко